# Radical 94
Le radical 94, qui signifie le chien, est un des 35 des 214 radicaux chinois répertoriés dans le Dictionnaire de Kangxi composés de quatre traits.
Le caractère Unicode de 犬 est 72AC.

## Caractères avec le radical 94
| Nombre de traits          | Caractères                                                                                      |
| ------------------------- | ----------------------------------------------------------------------------------------------- |
| Sans trait supplémentaire | 犬 犭                                                                                           |
| 1 trait supplémentaire    | 犮                                                                                              |
| 2 traits supplémentaires  | 犯 犰                                                                                           |
| 3 traits supplémentaires  | 犱 犲 犳 犴 犵 状 犷 犸                                                                         |
| 4 traits supplémentaires  | 犹 犺 犻 犼 犽 犾 犿 狀 狁 狂 狃 狄 狅 狆 狇 狈                                                 |
| 5 traits supplémentaires  | 狉 狊 狋 狌 狍 狎 狏 狐 狑 狒 狓 狔 狕 狖 狗 狘 狙 狚 狛 狜 狝 狞                               |
| 6 traits supplémentaires  | 狟 狠 狡 狢 狣 狤 狥 狦 狧 狨 狩 狪 狫 独 狭 狮 狯 狰 狱 狲                                     |
| 7 traits supplémentaires  | 倐 狳 狴 狵 狶 狷 狸 狹 狺 狻 狼 狽 狾 狿 猀 猁 猂 猃                                           |
| 8 traits supplémentaires  | 猄 猅 猆 猇 猈 猉 猊 猋 猌 猍 猎 猏 猐 猑 猒 猓 猔 猕 猖 猗 猘 猙 猚 猛 猜 猝 猞 猟 猠 猡 猪 猪 |
| 9 traits supplémentaires  | 猢 猣 猤 猥 猦 猧 猨 猩 猫 猬 猭 献 猯 猰 猱 猲 猳 猴 猵 猶 猷 猸 猹 獓                         |
| 10 traits supplémentaires | 猺 猻 猼 猽 猾 猿 獀 獁 獂 獃 獄 獅 獆 獇 獈 獉 獊                                              |
| 11 traits supplémentaires | 獌 獍 獎 獏 獐 獑 獒 獔 獕                                                                      |
| 12 traits supplémentaires | 獋 獖 獗 獘 獙 獚 獛 獜 獝 獞 獟 獠 獡 獢 獣 獤                                                 |
| 13 traits supplémentaires | 獥 獦 獧 獨 獩 獪 獫 獬 獭                                                                      |
| 14 traits supplémentaires | 獮 獯 獰 獱 獲 獳 獴                                                                            |
| 15 traits supplémentaires | 獵 獶 獷 獸                                                                                     |
| 16 traits supplémentaires | 獹 獺 獻                                                                                        |
| 17 traits supplémentaires | 獼 獽                                                                                           |
| 18 traits supplémentaires | 獾 獿                                                                                           |
| 19 traits supplémentaires | 玀                                                                                              |
| 20 traits supplémentaires | 玁 玂 玃                                                                                        |